# Jiří moravský Brabec
Jiří moravský Brabec (29. června 1955 Nové Město na Moravě – 26. června 2018) byl český textař folkových písní, festivalový moderátor a hudební publicista, autor rozhlasových či televizních pořadů, dramaturg a organizátor kulturních akcí.